# Erik Stenius
Erik Gunnarsson Stenius (* 1. Dezember 1911 in Helsinki; † 1. Januar 1990 ebenda) war ein finnischer Mathematiker, Philosoph, Sprachtheoretiker und Hochschullehrer. 

## Leben und Wirken
Stenius Eltern waren die Architekten Gunnar Stenius und Signe Lagerborg-Stenius. Sein Onkel Rolf Lagerborg arbeitete und lehrte wie er später ebenfalls an der Universität Åbo Akademi als Professor der Philosophie.
Stenius studierte Philosophie an der Universität von Helsinki bei Eino Kaila und Logik in Zürich bei Paul Bernays. Stenius promovierte 1949 in Helsinki über den Begriff der Antinomie. Im selben Jahr wurde er an der schwedisch sprachigen Universität Åbo Akademi zum Professor für Philosophie berufen und im Jahre 1954 zum ordentlichen Professor der Philosophie. Er beschäftigte sich intensiv mit Ludwig Wittgensteins Logisch-philosophische Abhandlung (Tractatus Logico-Philosophicus, 1921).
Stenius prägte das Begriffspaar Satzradikal vs. Satzmodus, wobei er sich auf die Begrifflichkeit von Ludwig Wittgenstein bezieht. Er benutzt in seinem englischen Aufsatz die Bezeichnung sentence radical. Für Stenius so in  Mood and Language Game(1967) habe jeder Satz zwei semantische Aspekte zum einen das Satzradikal und zum anderen den Modus. Während im Satzradikal der wahrheitsfunktionale Inhalt eines Satzes oder seine Proposition wiedergegeben wird – man kann sie in einer wahrheitswertfunktionalen Semantik erfassen – zeigt der Modus eines Satzes den jeweiligen Typ des Sprechaktes an.

## Werke (Auswahl)
- Skola och bildning (1946)
- Tankens gryning: en studie över den västerländska filosofins ursprungsskede (Helsingfors: Söderström, 1953, 2. painos 1975)
- Wittgensteins "kritik av det rena språket" (1960)
- Mood and Language Game. Synthese 1967/17, S. 254–274.
- Critical Essays (1972)